# Isenfluh

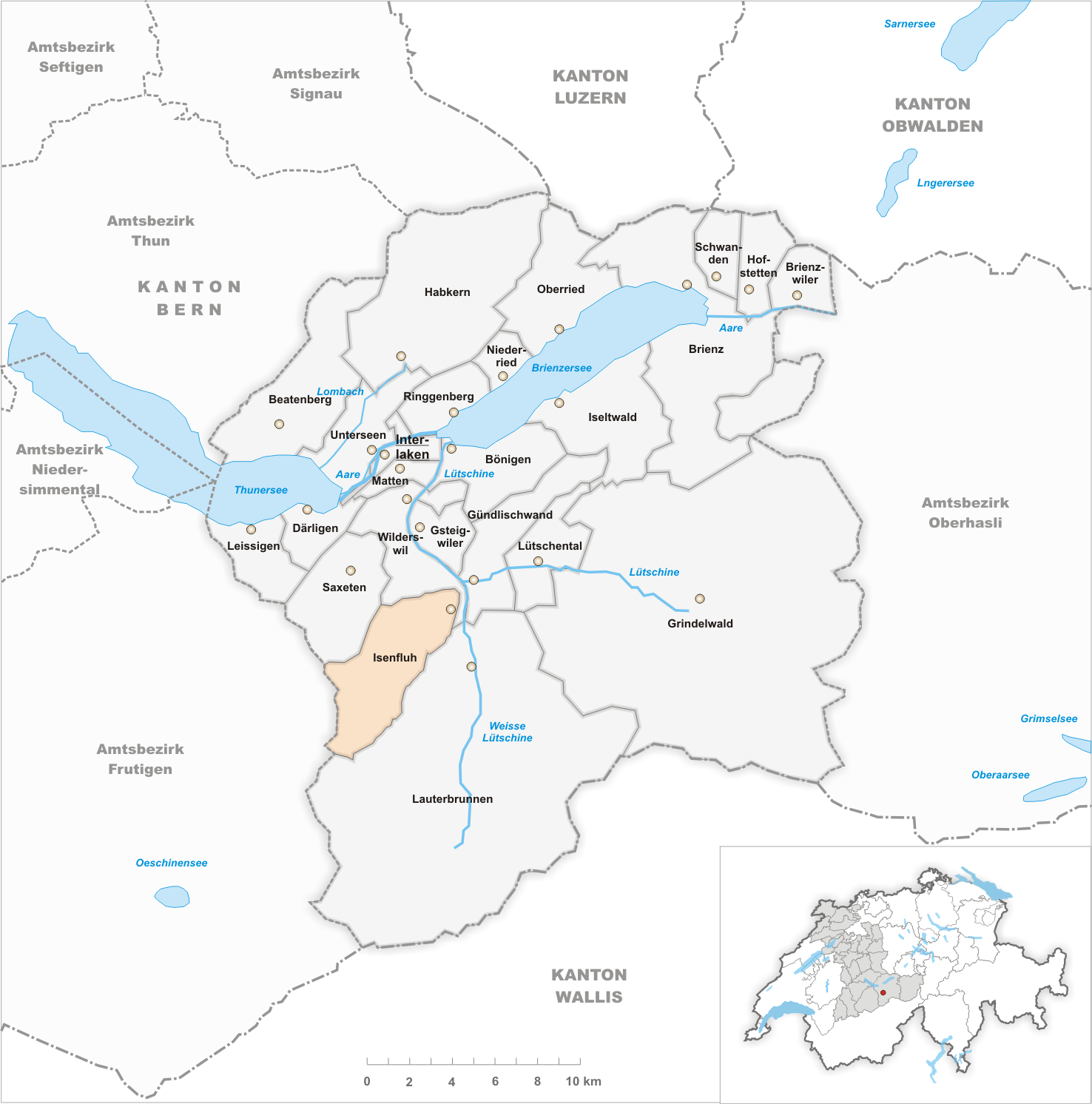
Mapa del municipio antes de la fusión con la comuna de Lauterbrunnen el 1 de enero de 1973.

Isenfluh es una aldea de Suiza, al norte de la carretera de Wilderswil a Lauterbrunnen. El nombre de este pueblo aparece escrito por primera vez en el año 1319 como Ysenfluo y en 1401, habitantes de Lötschental comenzaron a asentarse en la pequeña aldea. El pueblo perteneció al monasterio de Interlaken desde el Siglo XIV y hasta 1528 fue administrado por el bailío de Interlaken por un período de 270 años.
En 1973, Isenfluh, junto con Wengen, Mürren, Gimmelwald, Stechelberg y Lauterbrunnen formaron parte del municipio de Lauterbrunnen. La escuela del pueblo fue cerrada por el gobierno del Cantón de Berna por razones económicas, así que los alumnos de Isenfluh acuden a la escuela de Lauterbrunnen.
La carretera principal (y ruta de autobús) a Isenfluh atraviesa un túnel en espiral.
Isenfluh es un lugar para ir de excursión y dar paseos en trineo, así como practicar otros deportes como la escalada en hielo. Un refugio del Club alpino suizo (en alemán: Schweizer Alpen-Club, SAC) se encuentra a unas horas de distancia del poblado.

## Galería

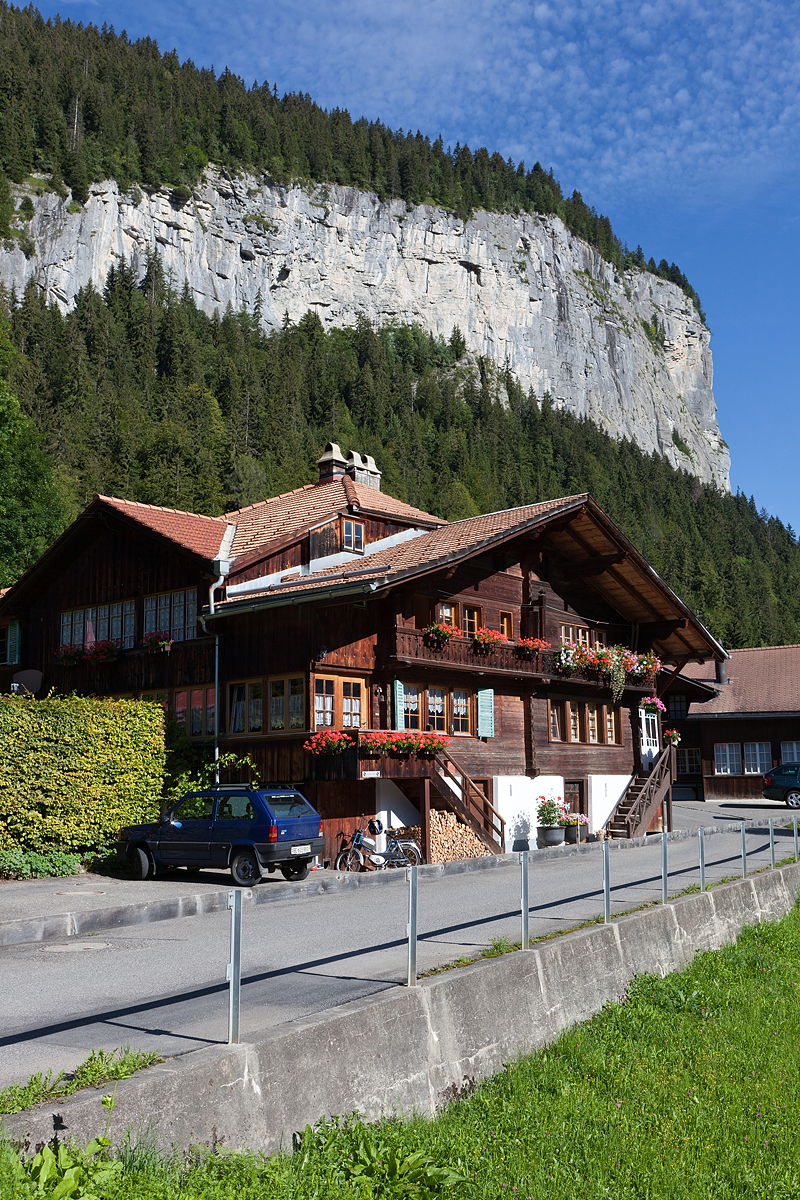
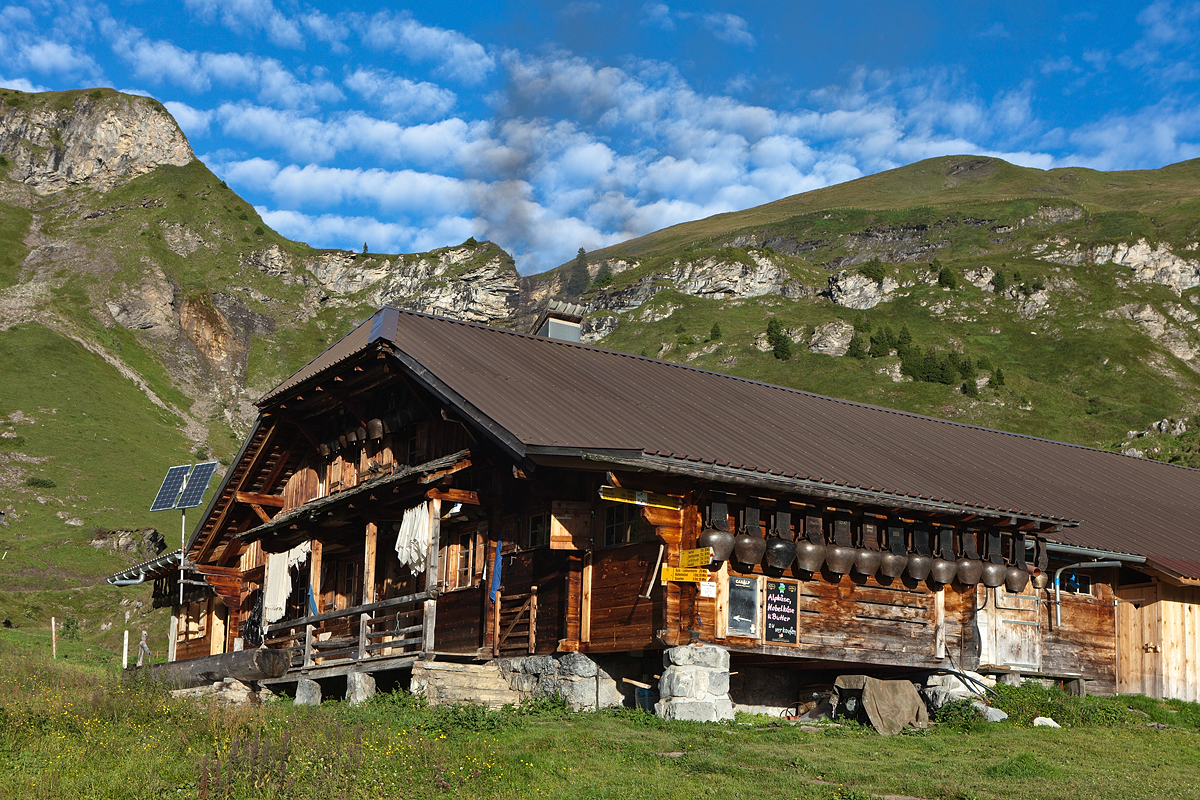
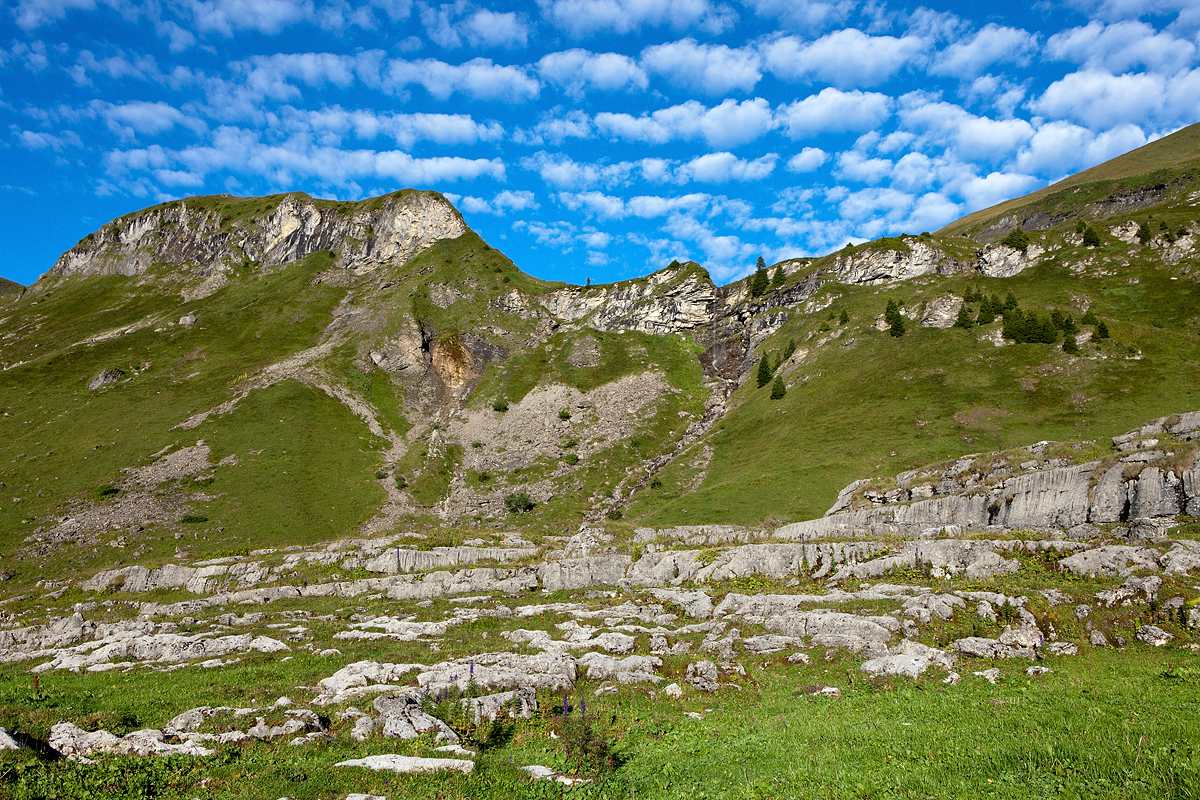
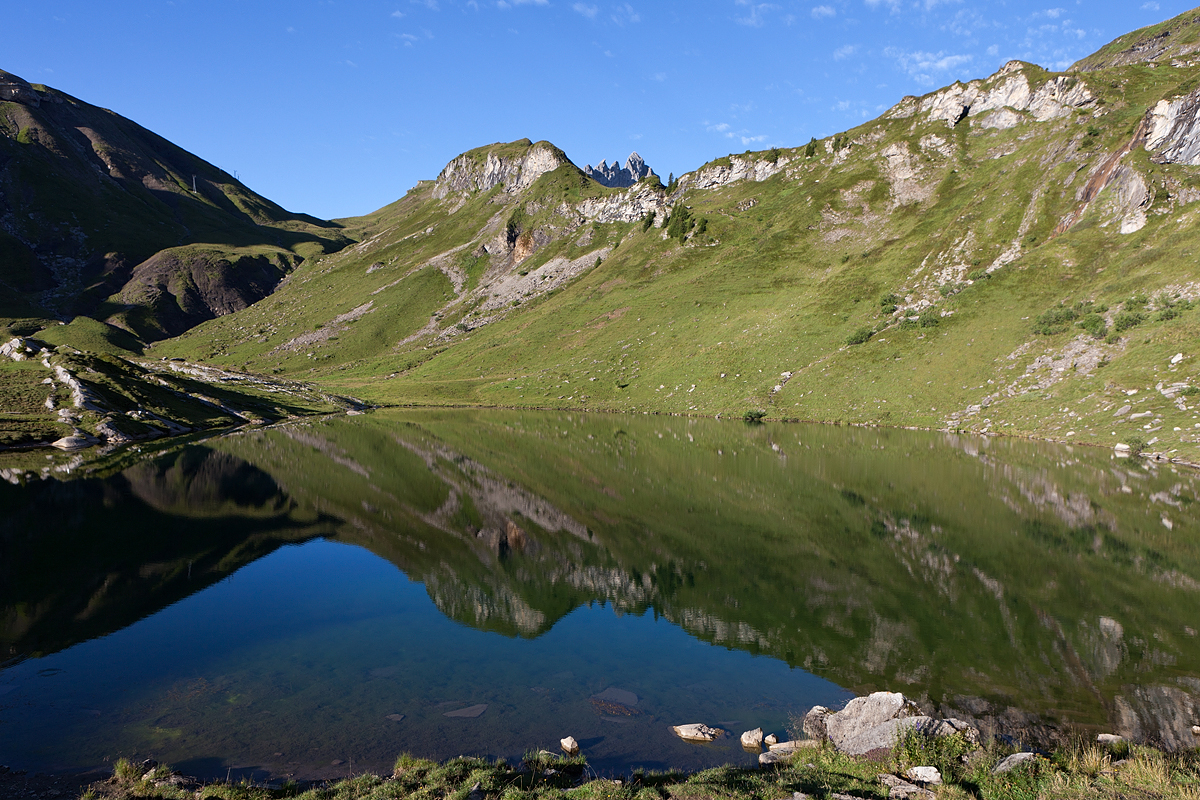
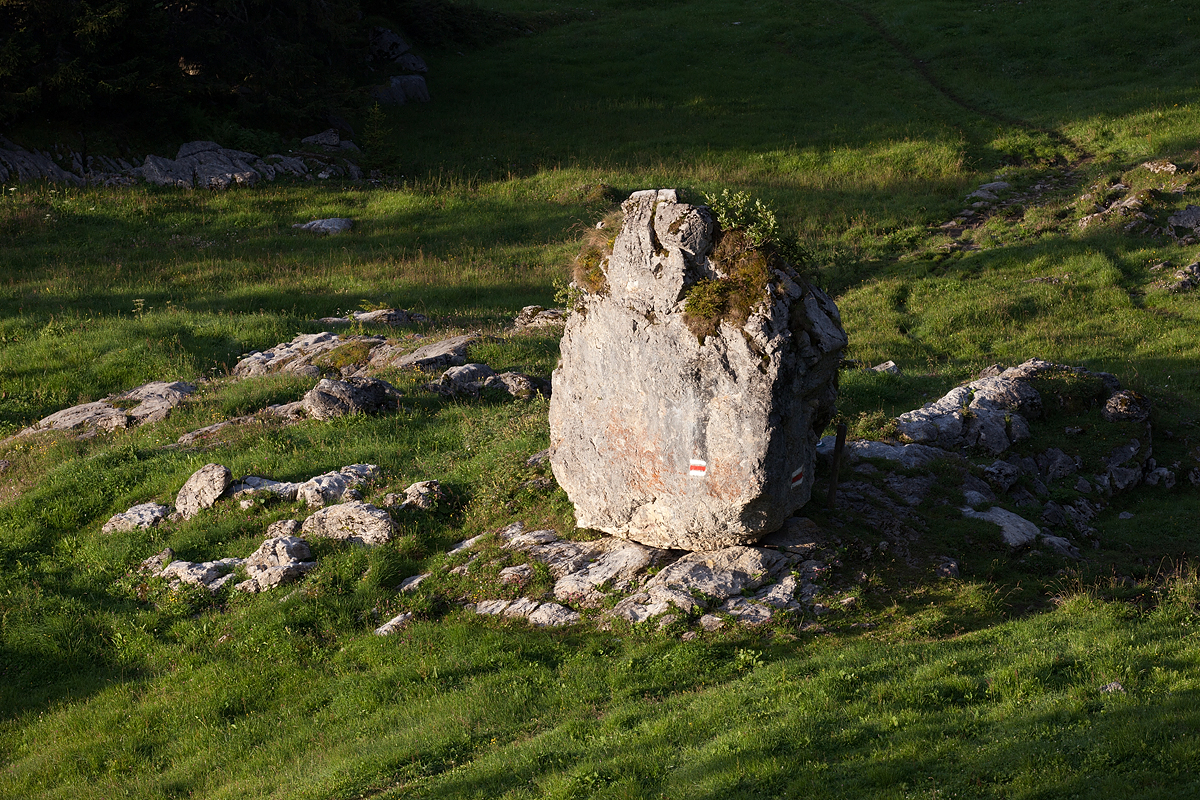